# Historia de los judíos en el Perú
La historia de los judíos en el Perú se remonta a inicios del siglo XX, con orígenes muy diversos como consecuencia de su diáspora; entre ellos están los alemanes, polacos, rusos, turcos, etc. La mayoría de origen asquenazí, con raíces en Europa Central y Oriental, aunque también existen otros grupos étnicos, especialmente de origen sefardí. Con el paso de los años, la población judía en el Perú ha ido disminuyendo en detrimento de otros lugares en el mundo, principalmente Israel. La población hebrea en el país andino está compuesta al año 2020 por unos 3000 miembros, de los cuales, más del 96% se concentra en la capital peruana, donde la comunidad cuenta con tres sinagogas, de las cuales, dos son asquenazíes (una alemana y la otra rumana) y la otra es sefardí. De las tres, dos pertenecen a la corriente ortodoxa, mientras que la restante (la alemana), pertenece a la corriente masortí.

## Historia
Los orígenes de la presencia judía en el Perú se remontan a la llegada de los conquistadores españoles. Eran sefardíes provenientes de la península ibérica. (Ver:Apellidos Pardo, Calle, Vidal, Etc.). La amenaza de la Inquisición obligó a muchos judíos peruanos a convertirse o exiliarse en regiones menos hostiles del virreinato
En el año 1870 se fundó en Lima la "Sociedad Hebrea de Beneficencia", que integraban, entre otros miembros, Jacobo Herzberg, Miguel Badt, Natazzius Hurwitz, Paul Ascher y Jacobo Brillman. 
Hacia la década de 1910, llegan judíos asquenazíes y sefardíes, quienes se integran a las comunidades ya formadas, principalmente en Lima. En la década siguiente continúa la inmigración, fundamentalmente de jóvenes asquenazíes, quienes, en su mayoría, se dedican al negocio al crédito en ciudades del interior del país como Arequipa, Trujillo , Cusco, Abancay, Huanuco, Piura y Chiclayo. 
Desde la formación de la República la inmigración al Perú fue marginal, para 1890 se estimaba alrededor de 200 judíos en el país
La década del 20 coincidirá con el fin prematuro de la inmigración judía y el aumento del antisemitismo, se prohíbe a Embajadas y Consulados peruanos que concedan visas a los que profesen la religión judía, tras la ocupación de Francia unos doscientos huérfanos judíos de entre 4 y 10 años, se les negó la visa humanitaria para ir a Perú por parte del gobierno.
En esos años, los sefardíes forman la "Sociedad de Beneficencia Israelita Sefardita" (1928) y los asquenazíes la "Unión Israelita del Perú" (1923). En 1925 se funda en Lima la "Organización Sionista del Perú" que busca reagrupar a las dos comunidades. En 1935 se funda la "Sociedad Israelita de Socorro Mutuo de los Judíos" y  los movimientos juveniles. [cita requerida]
Durante la década del 30 la pequeña comunidad se enfrentará al aumento del antisemitismo, con la formación del Partido Unión Revolucionaria fundado por Luis Miguel Sánchez Cerro en 1931. y dirigido por Luis A. Flores Medina y devino en partido abiertamente fascista que se caracterizaba por su oposición al comunismo, y en particular, al Partido Aprista, por la xenofobia y su abierto antisemitismo. Llegando a atacar tiendas de propietarios judíos en Lima. Las razones del sentimiento antijudío eran porque eran acusados de haber financiado a los enemigos del Perú (como Bolivia, Chile, Gran Colombia, España y este último Ecuador) y eran llamados por los peruanos como: piojosos, enfermedad, virus social, inferiores y subhumanos. En 1938, la Cancillería peruana prohíbe totalmente la inmigración judía al Perú.
En la década del cuarenta, se fusionaron todas las comunidades judías existentes en el país, formando una sola. Se crea el "Directorio de la Colectividad Israelita del Perú" (1942) como órgano representativo de toda la judería peruana y se crean y unifican los servicios comunes: ampliación del cementerio, hogar de ancianos, colegio judío León Pinelo (1946), dos movimientos juveniles sionistas Hanoar Hatzioní y Betar, grupos de mujeres sionistas (Wizo, OSE, Pioneer Women), Comité Peruano Pro Palestina Hebrea que consigue el voto peruano para la Partición, campaña pro víctimas de guerra, se crean la Asociación de Crédito Israelita del Perú, la Asociación Médica Israelita del Perú y empieza a circular diariamente el boletín de la Jewish Telegraphic Agency. 
La década de 1980,  es un período de debilitamiento comunitario, con creciente emigración producto de la crisis económica de la deuda externa, la delincuencia, los secuestros y el terrorismo, ya durante la década de 1990 se observa claramente la decadencia comunitaria. Continúa el deterioro económico del país y de la comunidad, crece el desempleo y la pobreza entre la comunidad judía. Disminuye la aliá hacia Israel y crece la emigración hacia Estados Unidos. Durante el fujimorato hubo un enfrentamiento contra el empresario Baruch Ivcher, despojándolo de su nacionalidad peruana y de la propiedad del canal de televisión Frecuencia Latina y del Canal 2 (Frecuencia 2), que había brindado falsa información de varios casos involucrados al terrorismo de esa época (como en el caso de Gustavo Gorriti , quien era acusado de dar información secreta a terroristas) y también por corrupción de parte de Vladimiro Montesinos y escuchas telefónicas por parte de las Fuerzas Armadas y de los servicios de espionaje del Ejecutivo peruano.
En las décadas siguientes, el aumento del antisemitismo y las crisis económicas sucesivas incrementan la emigración, principalmente a Estados Unidos, Israel y Argentina, reduciéndose la población judía Para el año 2020 se estimaba alrededor de 1200 judíos radicados en el Perú.En los últimos años no se ha dado incidentes antisemitas.